# IC 2479
IC 2479 ist eine Balken-Spiralgalaxie vom Hubble-Typ SBb im Sternbild Löwe auf der Ekliptik. Sie ist etwa 369 Millionen Lichtjahre von der Milchstraße entfernt.
Das Objekt wurde am 14. April 1896 von Stéphane Javelle entdeckt.